# یکوتیئل آدام
یکوتیئل آدام (انگلیسی: Yekutiel Adam; ۳ نوامبر ۱۹۲۷ – ۱۰ ژوئن ۱۹۸۲) سرلشکر نیروی زمینی اسرائیل بود، که در فاصله سال‌های ۱۹۷۸ تا ۱۹۸۲ به‌عنوان جانشین رئیس ستاد کل نیروهای دفاعی اسرائیل فعالیت می‌کرد و با حفظ سمت، رئیس اداره عملیات ارتش اسرائیل بود. سرلشکر یودی آدام فرزند اوست.
آدام فعالیت نظامی را از سال ۱۹۴۲ در هگانا آغاز کرد و پس از شکل‌گیری نیروهای دفاعی اسرائیل فعالیت خود را در این سازمان ادامه داد. وی از ۱۹۶۷ تا ۱۹۶۹ فرمانده تیپ ۱ گولانی بود، در فاصله سال‌های ۱۹۶۹ تا ۱۹۷۴ به‌عنوان جانشین فرماندهی شمالی اسرائیل فعالیت می‌کرد و از ۱۹۷۴ تا ۱۹۷۶ فرماندهی جنوبی اسرائیل را برعهده داشت. او در سال ۱۹۸۲ به‌عنوان رئیس موساد انتخاب شد، ولی پیش از انتصاب، در خلال جنگ ۱۹۸۲ لبنان کشته شد.

## زندگی‌نامه
او در تل آویو از یهودا و الیشوا آدام (که قبلاً آداموف نام داشت) زاده شد. نام او از پدربزرگش، یکوتیئل راوایف، گرفته شده است که در سال ۱۹۱۶ در نبرد دفاع از پتخ تیکوا در برابر اعراب کشته شد. خانواده او از یهودیان کوهستانی منطقه قفقاز بودند.
در مارس ۱۹۵۰، آدام ازدواج کرد و خانه‌ای در تل آویو ساخت.
یکوتیئل در سن ۱۵ سالگی به هاگانا پیوست. در ۲۰ سالگی، فرمانده شد. در ۱ مه ۱۹۴۸، او یکی از فرماندهانی بود که روستای عرب‌نشین سلامه در جنوب تل آویو را تصرف کرد. او بعداً به یک واحد نخبه هاگانا پیوست که به خاک دشمن حمله می‌کرد.
در آن زمان، او با درجه ستوان به عنوان افسر در ارتش اسرائیل مشغول به کار شد. آدام به سرعت درجات خود را طی کرد. در سال ۱۹۵۲، او به عنوان سروان در تیپ گیواتی منصوب شد. او به عنوان سرهنگ دوم فرماندهی بلوک بئرشبع را بر عهده گرفت.
وی در فاصله سال‌های ۱۹۶۴ تا ۱۹۶۶ در آکادمی جنگ فرانسه تحصیل کرد و با درجه سرهنگی به کشور بازگشت. در جنگ شش روزه، او تحت فرماندهی آریل شارون خدمت کرد و شایستگی خود را ثابت کرد. پس از جنگ، او فرمانده تیپ گولانی شد. تیپ گولانی مسئول حفظ صلح در شمال در طول جنگ فرسایشی بود. در این مدت، آدام به درجه سرتیپی ارتقا یافت و تا پایان جنگ یوم کیپور به عنوان جانشین فرماندهی شمالی ارتش اسرائیل فعالیت کرد.
در سال ۱۹۷۴، آدام به منطقه سینا منتقل شد، جایی که به درجه سرلشکری رسید و سرانجام به فرماندهی ستاد فرماندهی جنوبی رسید.
او فرمانده عملیات انتبه، حمله سال ۱۹۷۶ بود که منجر به نجات گروگان‌ها از دست شبه‌نظامیان طرفدار فلسطین در فرودگاه انتبه در اوگاندا شد.
در سال ۱۹۷۸، او برای تحصیل به ایالات متحده آمریکا رفت و پس از بازگشت، به عنوان جانشین رئیس ستاد کل نیروهای دفاعی اسرائیل، تحت نظر رافائل ایتان و رئیس اداره عملیات، منصوب شد.
در سال ۱۹۸۲، آدام دوباره برای تحصیل به ایالات متحده رفت و این بار به تحصیل در دانشگاه کالیفرنیا، برکلی مشغول شد. پس از آنکه نخست‌وزیر مناخیم بگین، انتصاب آدام را به عنوان رئیس موساد، به جای اسحاق هوفی، اعلام کرد، وی به اسرائیل بازگشت.

## مرگ
آدام در جنگ ۱۹۸۲ لبنان قبل از اینکه بتواند پست خود را به دست بگیرد، کشته شد. در ۱۰ ژوئن همان سال، چهارمین روز جنگ، آدام و گروهی از افسران اسرائیلی در حال فرماندهی عملیات از یک ویلای تصاحب شده در ضوحا در نزدیکی شهر دامور، در حدود ۱۲ کیلومتری جنوب بیروت، بودند. هنگامی که منطقه توسط خمپاره‌های دشمن گلوله‌باران شد، آدام و دو افسر دیگر برای پناه گرفتن به زیرزمین رفتند. یک مبارز فلسطینی که در آنجا پنهان شده بود، به روی آدام و همچنین سرهنگ حییم سلا آتش گشود و آنها را به قتل رساند. یکوتیئل آدام جانشین رئیس ستاد و بنابراین بالاترین مقام افسر ارتش اسرائیل بود که تاکنون در نبرد کشته شده است. هویت قاتل آدام هرگز مشخص نشد. برخی منابع او را یک فلسطینی خردسال معرفی می‌کنند. یک پزشک ارتش اسرائیل که در طول جنگ در یک زندان نظامی اسرائیل خدمت می‌کرد، شاهد بود که یک افسر به پسری ۱۵ ساله در میان گروهی از زندانیان اشاره کرد و گفت: «این پسر را می‌بینی؟ او مرحوم یکوتیئل آدام را به قتل رساند.»
آدام در گورستان کریات شائول، تل آویو به خاک سپرده شد.

## خانواده و میراث
پسرش، سرلشکر یودی آدام، راه پدرش را دنبال کرد و به یک سرلشکر در نیروهای دفاعی اسرائیل تبدیل شد و بعداً به عنوان فرمانده ستاد فرماندهی شمالی منصوب شد.
خیابانی در اشکلون و یک جاده اصلی در اورشلیم شمالی به نام او نامگذاری شد. مؤسسه فناوری اسرائیل، آزمایشگاه ماشین خاک آدام یکوتیئل را به نام او نامگذاری کرده است. پایگاه نیروی دفاعی اسرائیل به نام «تأسیسات آدام» (میتکان آدام)، محل مدرسه ضد تروریسم اسرائیل و سایر مراکز آموزشی برای آموزش تیراندازی و تک‌تیراندازی سایاروت، به نام یکوتئیل آدام نامگذاری شده است.